# Jonquille
Taxons concernés
Parmi la famille des Amaryllidaceae,
Sous-famille des Amaryllidoideae,
Espèces : 
- Narcissus jonquilla
- Narcissus pseudonarcissusmodifier

Jonquille est en français un nom vernaculaire qui désigne plusieurs espèces de plantes, généralement du genre Narcissus.

## Différentes espèces de «jonquilles»
Dans le genre Narcissus :
- la Jonquille véritable, ou Narcisse jonquille (Narcissus jonquilla), est la seule qui rappelle sa dénomination espagnole de « Petit jonc », qui présente un feuillage tubulaire comparable. Des variétés à parfum sont cultivées à Grasse (France) ;
- le Narcisse jaune (Narcissus pseudonarcissus), ou encore Narcisse trompette originaire d'Europe occidentale[1]. Depuis la Belle Époque, la langue française dénomme « Jonquille » cette autre espèce commune surtout dans les Vosges, en Lorraine, en Franche-Comté, dans le Massif central[2], dans le Nord, en Belgique[3] et en Suisse (Jura, plateau et sud du Tessin)[1] ;
- la Jonquille trompette (Narcissus ×), des croisements, hybrides, cultivars ou variétés au sein du genre Narcissus[4],[5].

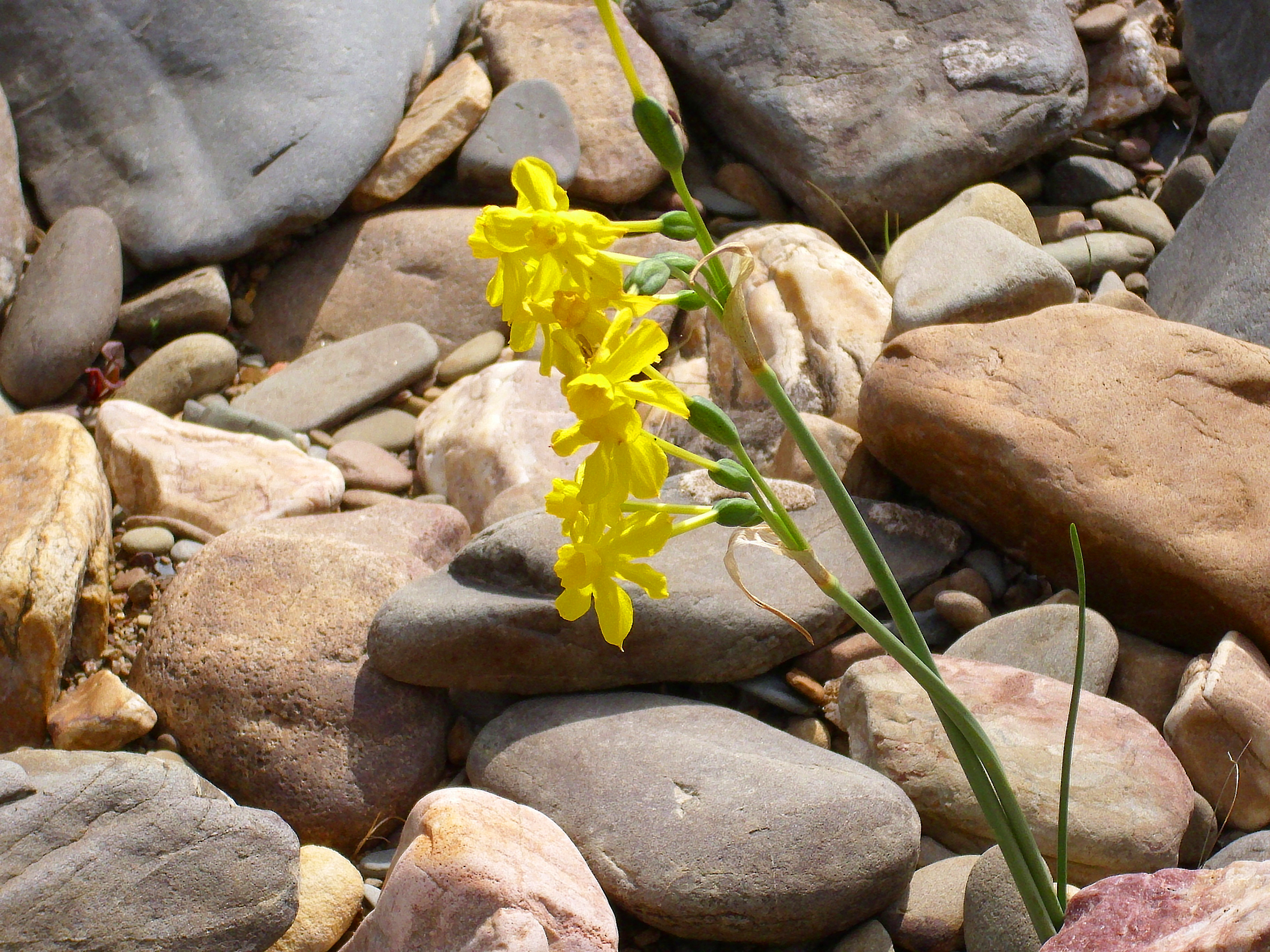
Narcissus jonquilla.
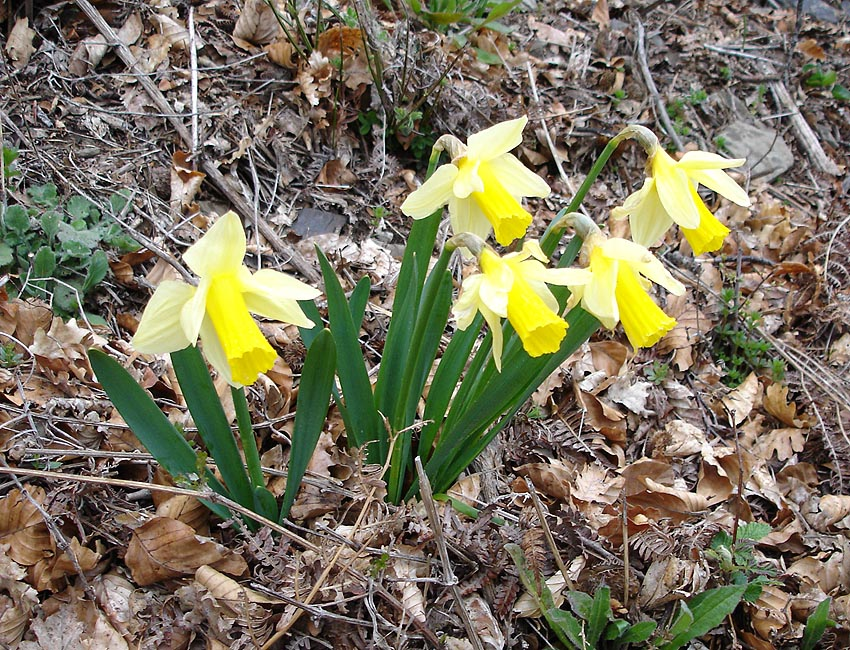
Narcissus pseudonarcissus.
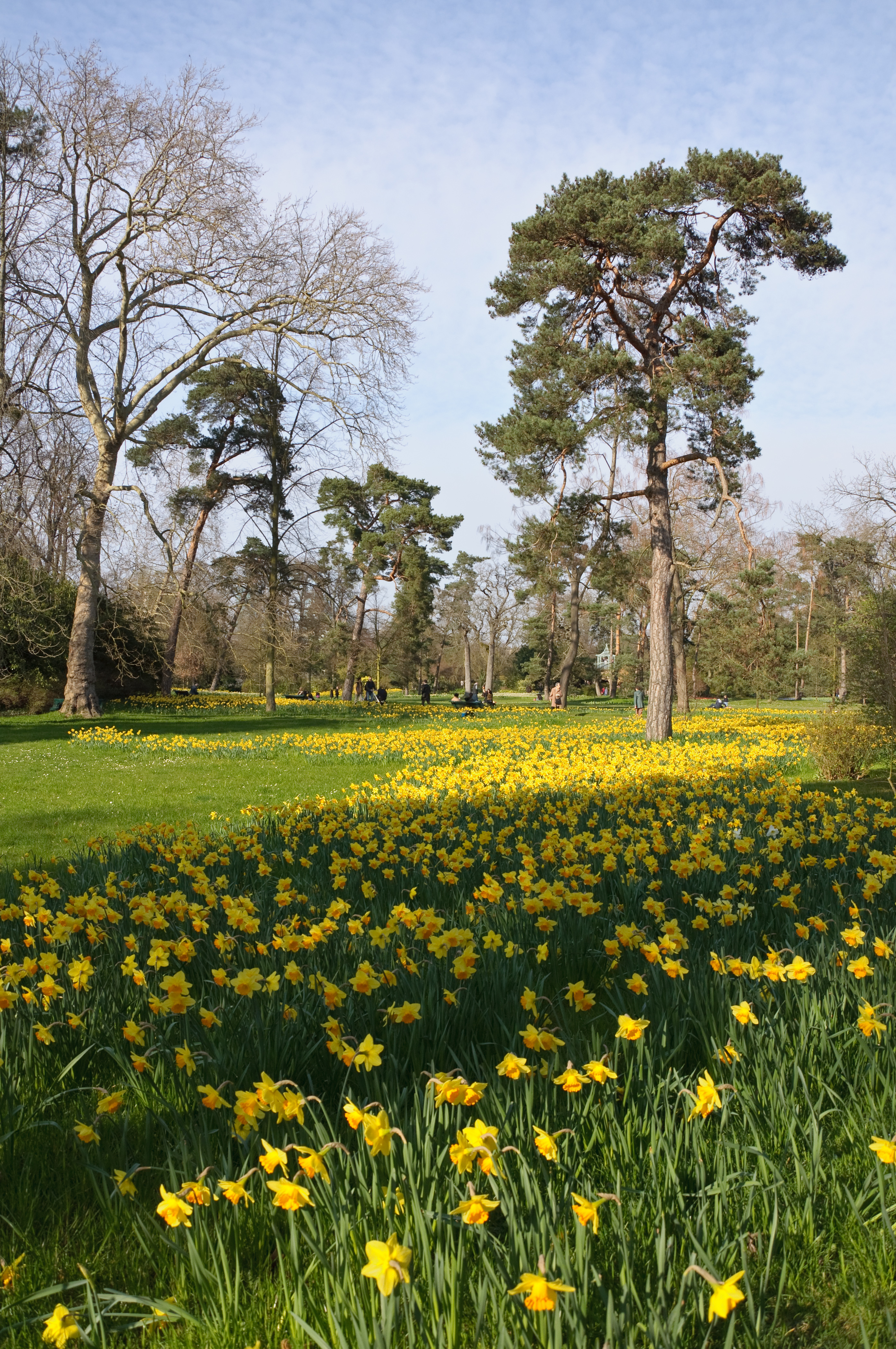
Les cultivars de Narcissus, ici au parc de Bagatelle, sont souvent appelés « jonquilles ».

Une espèce de la famille des Oleaceae est parfois également appelée Jasmin jonquille (Jasminum odoratissimum) en raison de sa couleur jaune.

## Floraison des jonquilles
La floraison des jonquilles s'étend de mars à juin dans les régions tempérées de l'hémisphère nord.
Plusieurs usages des jonquilles (comme symbole de fête) sont liés à leur période de floraison, particulièrement à sa première partie (mars-avril) fin de l'hiver et début du printemps en Europe de l'Ouest, notamment :

### Fêtes locales liées
- Il existe une fête des Jonquilles de Gérardmer en avril, dans cette ville des Vosges.
- Il existe aussi une fête des jonquilles à Saint-Étienne-de-Montluc (dans le département de Loire-Atlantique)[7].

### Fêtes nationales et internationales liées
- Dans le calendrier républicain, le Jonquille était le nom attribué au 8e jour du mois de germinal[8], mois qui correspondait (à quelques jours près, selon l'année), à la période du 21 mars au 19 avril du calendrier grégorien.

- La jonquille est la fleur emblématique de la fête des grands-mères, lancée en France par une marque de café dans les années 1980-1990[9], qui a lieu le premier dimanche du mois de mars. Le site d'Interflora indique que, les jonquilles poussant spontanément aux abords des routes de campagne, c'est la raison pour laquelle la jonquille évoque souvent chez les grands-mères des souvenirs de cueillette dominicale[réf. nécessaire][10] ; toutefois, ce site web propose aussi d'autres fleurs de printemps pour cette fête.

## Symboliques

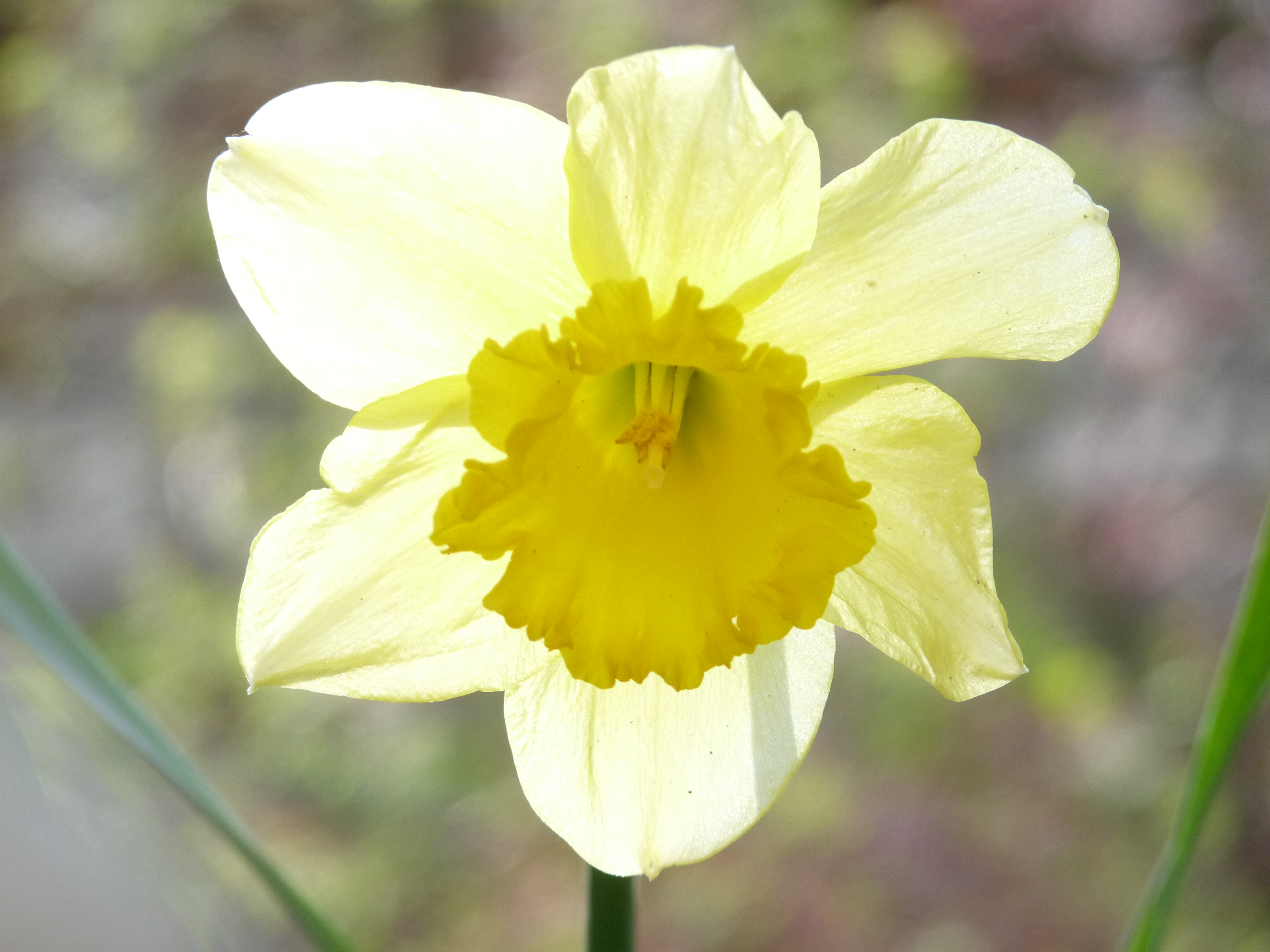
Fleur de jonquille.

### Liée à la couleur
- Le bleu jonquille désigne la couleur jaune dans les bataillons de chasseurs à pied ou alpins[11].
- Le jaune jonquille désigne la couleur de la robe universitaire en France, de l'épitoge et de la toque portées par les personnels enseignants et administratifs, membres de l'université, des disciplines de philosophie et lettres puis à partir du XXIe siècle, par ceux des sciences humaines.

### Liée aux sentiments
- Dans le langage des fleurs, peut-être parce que c'est une fleur s'épanouissant au printemps, la jonquille symbolise la langueur d'amour et le désir[12].

### Liée à des usages médicinaux
- Au Canada, la jonquille est le symbole de la Société canadienne du cancer[13].

### Liée à un emblème
- La jonquille est l'un des symboles du Pays de Galles[14].